# Trang viên Oporowski ở Wrocław

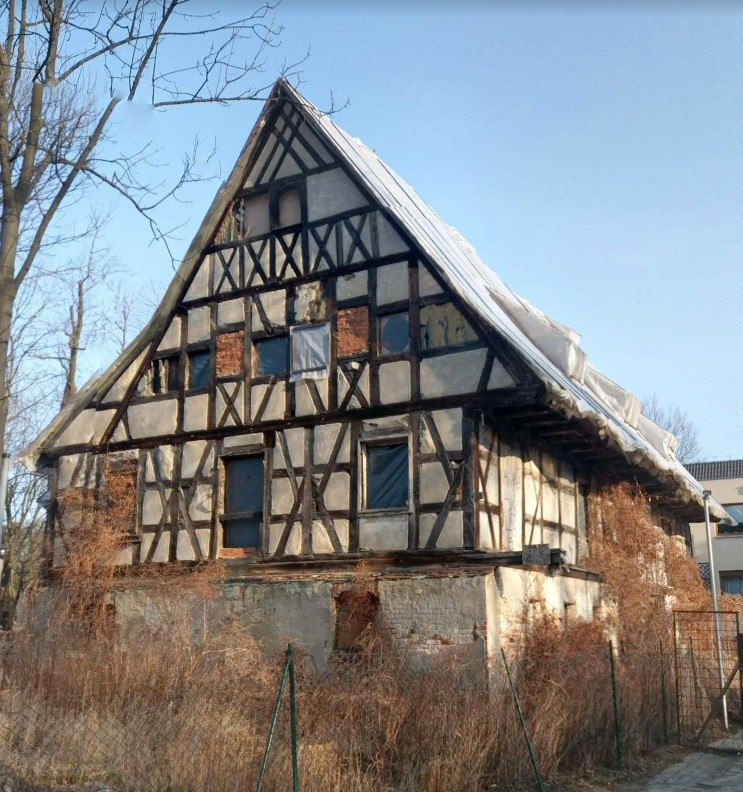
Trang viên Oporowski ở Wrocław (2020)

Trang viên Oporowski ở Wrocław (tiếng Ba Lan: Dwór szachulcowy we Wrocławiu - Dwór Oporowski) là một trang viên lịch sử được xây dựng từ thế kỷ 16, nằm ở khu nhà Oporów, thành phố Wrocław, Ba Lan. Trang viên có tên trong sổ đăng ký di tích.

## Sơ lược lịch sử hình thành
- Năm 1550, công trình kiến trúc này được xây dựng.[2]
- Cho đến năm 1810, trang viên được dự đoán là thuộc về tài sản của quân đội Ngôi sao Đỏ (Czerwoną Gwiazdą), hoặc dành cho nhà thờ, hoặc dành cho người cai trị ngôi làng Oporów lúc bấy giờ.[3]
- Sau năm 1810, gia đình Otto và gia đình Blaurock từng sở hữu trang viên cho đến năm 1945.[4]
- Sau năm 1945, trang viên trở thành nơi sinh sống dành cho các nhân viên của Nông trường quốc doanh.[2]
- Năm 2016, kiến trúc sư đến từ Wrocław - Marcin Dziewoński trở thành chủ sở hữu trang viên này.
- Hiện nay, trang viên đang trong tình trạng xuống cấp vì bị bỏ quên trong nhiều năm.[5][6]

## Kiến trúc
Công trình này từng được xây dựng lại vào thế kỷ 17 và trong những năm 1930. Hiện nay, đây là một dinh thự một tầng với tầng gác mái cao nổi bật, được xây dựng trên một mặt phẳng hình chữ "T". Tầng trệt được làm bằng gạch, tạo nền móng vững chắc cho cấu trúc bằng gỗ ở phía trên.